# Lista di asteroidi (734001-735000)
Di seguito una lista di asteroidi dal numero 734001  al 735000 con data di scoperta e scopritore.

## 734001–734100
| Nome   | Designazione provvisoria | Data di scoperta  | Scopritore          |
| ------ | ------------------------ | ----------------- | ------------------- |
| 734001 | 2014 WW196               | 15 ottobre 2003   | NEAT                |
| 734002 | 2014 WT197               | 27 aprile 2006    | Cerro Tololo Obs.   |
| 734003 | 2014 WM201               | 20 novembre 2014  | Mount Lemmon Survey |
| 734004 | 2014 WL203               | 17 novembre 2014  | Mount Lemmon Survey |
| 734005 | 2014 WL205               | 19 ottobre 2003   | Spacewatch          |
| 734006 | 2014 WJ207               | 17 novembre 2014  | Mount Lemmon Survey |
| 734007 | 2014 WL207               | 24 novembre 2009  | Spacewatch          |
| 734008 | 2014 WS208               | 17 marzo 2005     | Spacewatch          |
| 734009 | 2014 WH212               | 8 ottobre 2008    | Mount Lemmon Survey |
| 734010 | 2014 WX214               | 25 marzo 2006     | Mount Lemmon Survey |
| 734011 | 2014 WK215               | 2 gennaio 2011    | Mount Lemmon Survey |
| 734012 | 2014 WP215               | 19 settembre 1998 | Spacewatch          |
| 734013 | 2014 WD217               | 4 aprile 2010     | WISE                |
| 734014 | 2014 WS217               | 9 maggio 2006     | Mount Lemmon Survey |
| 734015 | 2014 WE219               | 16 ottobre 2014   | Spacewatch          |
| 734016 | 2014 WC222               | 3 aprile 2011     | Pan-STARRS          |
| 734017 | 2014 WW222               | 27 marzo 2007     | W. K. Y. Yeung      |
| 734018 | 2014 WP226               | 27 settembre 2003 | Spacewatch          |
| 734019 | 2014 WL227               | 5 aprile 2002     | NEAT                |
| 734020 | 2014 WF233               | 30 marzo 2008     | CSS                 |
| 734021 | 2014 WK234               | 20 novembre 2014  | Spacewatch          |
| 734022 | 2014 WY234               | 8 marzo 2005      | Spacewatch          |
| 734023 | 2014 WU235               | 20 novembre 2014  | Mount Lemmon Survey |
| 734024 | 2014 WG238               | 28 gennaio 2011   | Spacewatch          |
| 734025 | 2014 WZ239               | 16 novembre 2014  | Mount Lemmon Survey |
| 734026 | 2014 WN240               | 24 agosto 2008    | Spacewatch          |
| 734027 | 2014 WM241               | 1 aprile 2011     | Mount Lemmon Survey |
| 734028 | 2014 WA242               | 30 giugno 2014    | Pan-STARRS          |
| 734029 | 2014 WE243               | 10 luglio 2014    | Pan-STARRS          |
| 734030 | 2014 WP247               | 14 febbraio 2008  | CSS                 |
| 734031 | 2014 WC248               | 7 settembre 2008  | Mount Lemmon Survey |
| 734032 | 2014 WH248               | 18 ottobre 2003   | Spacewatch          |
| 734033 | 2014 WL249               | 29 ottobre 2003   | Spacewatch          |
| 734034 | 2014 WM256               | 21 novembre 2014  | Pan-STARRS          |
| 734035 | 2014 WY260               | 21 novembre 2014  | Pan-STARRS          |
| 734036 | 2014 WZ266               | 6 aprile 2011     | Mount Lemmon Survey |
| 734037 | 2014 WC267               | 21 novembre 2014  | Pan-STARRS          |
| 734038 | 2014 WS269               | 15 maggio 2013    | Pan-STARRS          |
| 734039 | 2014 WQ271               | 26 marzo 2007     | Spacewatch          |
| 734040 | 2014 WP276               | 4 settembre 2014  | Pan-STARRS          |
| 734041 | 2014 WF278               | 27 aprile 2006    | Cerro Tololo Obs.   |
| 734042 | 2014 WH278               | 21 novembre 2014  | Pan-STARRS          |
| 734043 | 2014 WZ279               | 2 ottobre 2008    | Spacewatch          |
| 734044 | 2014 WE280               | 30 aprile 2012    | Spacewatch          |
| 734045 | 2014 WT283               | 21 novembre 2014  | Pan-STARRS          |
| 734046 | 2014 WN287               | 27 settembre 2003 | SDSS Collaboration  |
| 734047 | 2014 WJ288               | 14 luglio 2013    | Pan-STARRS          |
| 734048 | 2014 WA289               | 27 marzo 2010     | WISE                |
| 734049 | 2014 WD290               | 18 giugno 2013    | Mount Lemmon Survey |
| 734050 | 2014 WG292               | 17 gennaio 2010   | Spacewatch          |
| 734051 | 2014 WN292               | 3 settembre 2013  | Pan-STARRS          |
| 734052 | 2014 WP294               | 19 gennaio 2005   | Spacewatch          |
| 734053 | 2014 WC296               | 6 gennaio 2010    | Spacewatch          |
| 734054 | 2014 WL300               | 18 dicembre 2009  | Spacewatch          |
| 734055 | 2014 WN300               | 29 settembre 2008 | Mount Lemmon Survey |
| 734056 | 2014 WH301               | 28 febbraio 2010  | WISE                |
| 734057 | 2014 WX301               | 31 gennaio 2006   | Spacewatch          |
| 734058 | 2014 WL307               | 22 novembre 2014  | Mount Lemmon Survey |
| 734059 | 2014 WG310               | 9 marzo 2006      | Spacewatch          |
| 734060 | 2014 WM310               | 3 novembre 2014   | Mount Lemmon Survey |
| 734061 | 2014 WS313               | 19 novembre 2003  | NEAT                |
| 734062 | 2014 WB314               | 4 aprile 2013     | Pan-STARRS          |
| 734063 | 2014 WV316               | 19 aprile 2013    | Pan-STARRS          |
| 734064 | 2014 WW316               | 19 dicembre 2003  | Spacewatch          |
| 734065 | 2014 WZ317               | 1 ottobre 2009    | Mount Lemmon Survey |
| 734066 | 2014 WM319               | 16 marzo 2007     | Mount Lemmon Survey |
| 734067 | 2014 WE322               | 12 aprile 2002    | NEAT                |
| 734068 | 2014 WP323               | 26 gennaio 2011   | Mount Lemmon Survey |
| 734069 | 2014 WA325               | 29 ottobre 2014   | Pan-STARRS          |
| 734070 | 2014 WJ325               | 23 novembre 2009  | Spacewatch          |
| 734071 | 2014 WG326               | 20 settembre 2003 | NEAT                |
| 734072 | 2014 WE328               | 8 gennaio 2011    | Mount Lemmon Survey |
| 734073 | 2014 WJ330               | 5 febbraio 2011   | Pan-STARRS          |
| 734074 | 2014 WG331               | 8 novembre 2010   | Mount Lemmon Survey |
| 734075 | 2014 WK331               | 15 agosto 2013    | Pan-STARRS          |
| 734076 | 2014 WM331               | 20 settembre 2014 | Pan-STARRS          |
| 734077 | 2014 WQ331               | 11 maggio 2007    | Mount Lemmon Survey |
| 734078 | 2014 WF332               | 20 settembre 2014 | Pan-STARRS          |
| 734079 | 2014 WL332               | 30 gennaio 2011   | Pan-STARRS          |
| 734080 | 2014 WB333               | 22 novembre 2014  | Pan-STARRS          |
| 734081 | 2014 WG333               | 22 novembre 2014  | Pan-STARRS          |
| 734082 | 2014 WX333               | 18 dicembre 2009  | Spacewatch          |
| 734083 | 2014 WG334               | 22 novembre 2014  | Pan-STARRS          |
| 734084 | 2014 WQ335               | 22 novembre 2014  | Pan-STARRS          |
| 734085 | 2014 WQ336               | 22 novembre 2014  | Pan-STARRS          |
| 734086 | 2014 WG337               | 17 gennaio 2004   | NEAT                |
| 734087 | 2014 WX338               | 2 ottobre 2014    | Pan-STARRS          |
| 734088 | 2014 WT340               | 4 marzo 2011      | Mount Lemmon Survey |
| 734089 | 2014 WM342               | 4 luglio 2013     | Pan-STARRS          |
| 734090 | 2014 WU342               | 31 ottobre 2003   | Andrushivka Obs.    |
| 734091 | 2014 WQ343               | 31 agosto 2014    | Pan-STARRS          |
| 734092 | 2014 WR345               | 12 marzo 2011     | Mount Lemmon Survey |
| 734093 | 2014 WX347               | 17 giugno 2010    | WISE                |
| 734094 | 2014 WJ348               | 21 novembre 2014  | Mount Lemmon Survey |
| 734095 | 2014 WC351               | 6 marzo 2011      | Mount Lemmon Survey |
| 734096 | 2014 WP354               | 17 settembre 2009 | Mount Lemmon Survey |
| 734097 | 2014 WC356               | 20 ottobre 2007   | Spacewatch          |
| 734098 | 2014 WY356               | 26 ottobre 2014   | Mount Lemmon Survey |
| 734099 | 2014 WR358               | 3 febbraio 2012   | Pan-STARRS          |
| 734100 | 2014 WV358               | 25 febbraio 2011  | Mount Lemmon Survey |

## 734101–734200
| Nome   | Designazione provvisoria | Data di scoperta  | Scopritore                   |
| ------ | ------------------------ | ----------------- | ---------------------------- |
| 734101 | 2014 WM359               | 7 febbraio 2008   | Spacewatch                   |
| 734102 | 2014 WT359               | 23 agosto 2014    | Pan-STARRS                   |
| 734103 | 2014 WV359               | 30 gennaio 2011   | Mount Lemmon Survey          |
| 734104 | 2014 WP363               | 5 giugno 2011     | T. V. Kryachko, B. Satovskij |
| 734105 | 2014 WV364               | 26 febbraio 2004  | M. W. Buie, D. E. Trilling   |
| 734106 | 2014 WL369               | 12 marzo 2007     | Mount Lemmon Survey          |
| 734107 | 2014 WV371               | 3 settembre 2008  | Spacewatch                   |
| 734108 | 2014 WY371               | 1 ottobre 2008    | Mount Lemmon Survey          |
| 734109 | 2014 WM372               | 22 ottobre 2014   | CSS                          |
| 734110 | 2014 WW373               | 18 dicembre 2009  | Mount Lemmon Survey          |
| 734111 | 2014 WZ373               | 25 ottobre 2001   | SDSS Collaboration           |
| 734112 | 2014 WC375               | 28 ottobre 2008   | Spacewatch                   |
| 734113 | 2014 WP377               | 27 ottobre 2003   | LONEOS                       |
| 734114 | 2014 WB378               | 2 luglio 2013     | Pan-STARRS                   |
| 734115 | 2014 WN378               | 22 novembre 2014  | Pan-STARRS                   |
| 734116 | 2014 WN379               | 17 novembre 2014  | Spacewatch                   |
| 734117 | 2014 WH380               | 15 dicembre 2009  | Mount Lemmon Survey          |
| 734118 | 2014 WL382               | 16 maggio 2005    | NEAT                         |
| 734119 | 2014 WD386               | 14 luglio 2013    | Pan-STARRS                   |
| 734120 | 2014 WV386               | 16 marzo 2009     | CSS                          |
| 734121 | 2014 WS387               | 26 novembre 2009  | Spacewatch                   |
| 734122 | 2014 WT387               | 7 ottobre 2008    | Mount Lemmon Survey          |
| 734123 | 2014 WS388               | 11 aprile 2010    | WISE                         |
| 734124 | 2014 WJ390               | 2 ottobre 2009    | Mount Lemmon Survey          |
| 734125 | 2014 WO393               | 24 novembre 2014  | Mount Lemmon Survey          |
| 734126 | 2014 WC394               | 8 marzo 2010      | WISE                         |
| 734127 | 2014 WC395               | 4 ottobre 2014    | Mount Lemmon Survey          |
| 734128 | 2014 WF396               | 12 febbraio 2010  | WISE                         |
| 734129 | 2014 WN396               | 4 ottobre 2014    | Mount Lemmon Survey          |
| 734130 | 2014 WC397               | 26 settembre 2003 | SDSS Collaboration           |
| 734131 | 2014 WH397               | 4 settembre 2007  | Mount Lemmon Survey          |
| 734132 | 2014 WN397               | 3 marzo 2010      | WISE                         |
| 734133 | 2014 WH398               | 18 giugno 2013    | Pan-STARRS                   |
| 734134 | 2014 WE400               | 7 febbraio 2002   | NEAT                         |
| 734135 | 2014 WN400               | 22 ottobre 2014   | Mount Lemmon Survey          |
| 734136 | 2014 WG401               | 17 novembre 2014  | Pan-STARRS                   |
| 734137 | 2014 WM402               | 26 novembre 2014  | Spacewatch                   |
| 734138 | 2014 WK403               | 27 settembre 2008 | Mount Lemmon Survey          |
| 734139 | 2014 WM404               | 31 ottobre 2010   | Mount Lemmon Survey          |
| 734140 | 2014 WR404               | 19 novembre 2014  | Mount Lemmon Survey          |
| 734141 | 2014 WS406               | 20 ottobre 2003   | Spacewatch                   |
| 734142 | 2014 WU409               | 25 luglio 2010    | WISE                         |
| 734143 | 2014 WG410               | 17 dicembre 2003  | Spacewatch                   |
| 734144 | 2014 WR410               | 26 novembre 2014  | Pan-STARRS                   |
| 734145 | 2014 WE411               | 22 dicembre 2003  | NEAT                         |
| 734146 | 2014 WW411               | 15 agosto 2013    | Pan-STARRS                   |
| 734147 | 2014 WL412               | 17 novembre 2009  | Spacewatch                   |
| 734148 | 2014 WB413               | 26 novembre 2014  | Pan-STARRS                   |
| 734149 | 2014 WW414               | 14 aprile 2010    | WISE                         |
| 734150 | 2014 WZ414               | 4 ottobre 2002    | SDSS Collaboration           |
| 734151 | 2014 WS415               | 18 aprile 2010    | WISE                         |
| 734152 | 2014 WF416               | 7 gennaio 2010    | Mount Lemmon Survey          |
| 734153 | 2014 WN416               | 17 gennaio 2005   | Spacewatch                   |
| 734154 | 2014 WM418               | 27 novembre 2009  | Mount Lemmon Survey          |
| 734155 | 2014 WP418               | 27 settembre 2003 | SDSS Collaboration           |
| 734156 | 2014 WK419               | 20 aprile 2010    | WISE                         |
| 734157 | 2014 WP419               | 9 agosto 2013     | Spacewatch                   |
| 734158 | 2014 WR419               | 15 aprile 1994    | Spacewatch                   |
| 734159 | 2014 WS420               | 12 aprile 2011    | Mount Lemmon Survey          |
| 734160 | 2014 WP423               | 23 maggio 2006    | Spacewatch                   |
| 734161 | 2014 WA426               | 21 ottobre 2003   | Spacewatch                   |
| 734162 | 2014 WJ426               | 16 gennaio 2004   | CSS                          |
| 734163 | 2014 WB428               | 11 maggio 2005    | NEAT                         |
| 734164 | 2014 WL428               | 28 febbraio 2006  | CSS                          |
| 734165 | 2014 WY430               | 28 ottobre 2014   | Spacewatch                   |
| 734166 | 2014 WS431               | 24 aprile 2010    | WISE                         |
| 734167 | 2014 WP432               | 27 novembre 2014  | Mount Lemmon Survey          |
| 734168 | 2014 WM436               | 21 novembre 2014  | Mount Lemmon Survey          |
| 734169 | 2014 WM438               | 12 marzo 2010     | WISE                         |
| 734170 | 2014 WN441               | 20 novembre 2014  | Mount Lemmon Survey          |
| 734171 | 2014 WK445               | 7 agosto 2013     | Spacewatch                   |
| 734172 | 2014 WA447               | 18 dicembre 2003  | LINEAR                       |
| 734173 | 2014 WK448               | 10 marzo 2008     | Spacewatch                   |
| 734174 | 2014 WQ448               | 15 gennaio 2004   | Spacewatch                   |
| 734175 | 2014 WZ450               | 22 settembre 2008 | Mount Lemmon Survey          |
| 734176 | 2014 WQ452               | 20 giugno 2013    | Pan-STARRS                   |
| 734177 | 2014 WM455               | 13 febbraio 2004  | Spacewatch                   |
| 734178 | 2014 WA456               | 27 ottobre 2014   | Pan-STARRS                   |
| 734179 | 2014 WX462               | 17 novembre 2014  | Pan-STARRS                   |
| 734180 | 2014 WO463               | 17 novembre 2014  | Pan-STARRS                   |
| 734181 | 2014 WS463               | 14 febbraio 2005  | Spacewatch                   |
| 734182 | 2014 WR464               | 21 settembre 2003 | Spacewatch                   |
| 734183 | 2014 WW464               | 25 agosto 2003    | Cerro Tololo Obs.            |
| 734184 | 2014 WH468               | 10 febbraio 2004  | NEAT                         |
| 734185 | 2014 WH470               | 20 settembre 2006 | Spacewatch                   |
| 734186 | 2014 WX470               | 13 aprile 2010    | WISE                         |
| 734187 | 2014 WD471               | 18 novembre 2014  | Spacewatch                   |
| 734188 | 2014 WH472               | 24 agosto 2007    | Spacewatch                   |
| 734189 | 2014 WA474               | 21 novembre 2014  | Pan-STARRS                   |
| 734190 | 2014 WN474               | 26 aprile 2007    | Mount Lemmon Survey          |
| 734191 | 2014 WG477               | 28 novembre 2014  | Pan-STARRS                   |
| 734192 | 2014 WU479               | 2 gennaio 2009    | Spacewatch                   |
| 734193 | 2014 WH480               | 31 ottobre 2013   | Spacewatch                   |
| 734194 | 2014 WU480               | 18 novembre 2003  | Spacewatch                   |
| 734195 | 2014 WK482               | 14 marzo 2010     | WISE                         |
| 734196 | 2014 WC484               | 14 febbraio 2005  | CSS                          |
| 734197 | 2014 WY484               | 4 ottobre 2014    | Mount Lemmon Survey          |
| 734198 | 2014 WV487               | 29 giugno 2010    | WISE                         |
| 734199 | 2014 WV489               | 7 ottobre 2004    | LINEAR                       |
| 734200 | 2014 WK494               | 4 aprile 2010     | CSS                          |

## 734201–734300
| Nome   | Designazione provvisoria | Data di scoperta  | Scopritore                   |
| ------ | ------------------------ | ----------------- | ---------------------------- |
| 734201 | 2014 WM494               | 27 ottobre 2005   | Mount Lemmon Survey          |
| 734202 | 2014 WN494               | 11 marzo 2005     | LONEOS                       |
| 734203 | 2014 WC495               | 11 dicembre 2009  | Mount Lemmon Survey          |
| 734204 | 2014 WW495               | 16 aprile 2005    | Spacewatch                   |
| 734205 | 2014 WU498               | 26 settembre 1998 | LINEAR                       |
| 734206 | 2014 WG499               | 13 maggio 2000    | Spacewatch                   |
| 734207 | 2014 WZ500               | 17 luglio 2013    | Pan-STARRS                   |
| 734208 | 2014 WR502               | 13 febbraio 2010  | Spacewatch                   |
| 734209 | 2014 WB503               | 6 febbraio 2011   | K. Levin                     |
| 734210 | 2014 WD504               | 19 novembre 2003  | NEAT                         |
| 734211 | 2014 WG505               | 30 aprile 2011    | Spacewatch                   |
| 734212 | 2014 WE516               | 11 marzo 2005     | Mount Lemmon Survey          |
| 734213 | 2014 WO516               | 29 ottobre 2014   | Spacewatch                   |
| 734214 | 2014 WH517               | 30 novembre 2014  | Pan-STARRS                   |
| 734215 | 2014 WR517               | 26 marzo 2011     | Pan-STARRS                   |
| 734216 | 2014 WB518               | 18 ottobre 2009   | Mount Lemmon Survey          |
| 734217 | 2014 WD518               | 17 novembre 2014  | Mount Lemmon Survey          |
| 734218 | 2014 WQ518               | 29 ottobre 1998   | Spacewatch                   |
| 734219 | 2014 WN519               | 7 settembre 2008  | Mount Lemmon Survey          |
| 734220 | 2014 WT519               | 26 novembre 2014  | Pan-STARRS                   |
| 734221 | 2014 WJ521               | 21 novembre 2009  | Spacewatch                   |
| 734222 | 2014 WH522               | 23 ottobre 2008   | Spacewatch                   |
| 734223 | 2014 WK523               | 23 settembre 2008 | Spacewatch                   |
| 734224 | 2014 WD525               | 12 maggio 2012    | Mount Lemmon Survey          |
| 734225 | 2014 WK525               | 20 novembre 2014  | Pan-STARRS                   |
| 734226 | 2014 WL525               | 8 agosto 2013     | Spacewatch                   |
| 734227 | 2014 WO525               | 20 novembre 2014  | Pan-STARRS                   |
| 734228 | 2014 WR525               | 20 novembre 2014  | Pan-STARRS                   |
| 734229 | 2014 WG526               | 21 novembre 2014  | Pan-STARRS                   |
| 734230 | 2014 WH526               | 30 marzo 2011     | Mount Lemmon Survey          |
| 734231 | 2014 WD528               | 30 ottobre 2008   | CSS                          |
| 734232 | 2014 WX528               | 22 novembre 2014  | Pan-STARRS                   |
| 734233 | 2014 WA531               | 26 novembre 2014  | Pan-STARRS                   |
| 734234 | 2014 WE531               | 11 gennaio 2010   | Spacewatch                   |
| 734235 | 2014 WO536               | 21 ottobre 2014   | Mount Lemmon Survey          |
| 734236 | 2014 WK537               | 12 aprile 2010    | WISE                         |
| 734237 | 2014 WJ538               | 26 aprile 2010    | WISE                         |
| 734238 | 2014 WS543               | 3 novembre 2008   | CSS                          |
| 734239 | 2014 WY561               | 13 aprile 2010    | WISE                         |
| 734240 | 2014 WK567               | 29 novembre 2014  | Mount Lemmon Survey          |
| 734241 | 2014 WO567               | 16 novembre 2014  | Mount Lemmon Survey          |
| 734242 | 2014 WB568               | 26 novembre 2014  | Pan-STARRS                   |
| 734243 | 2014 WN572               | 18 novembre 2014  | Spacewatch                   |
| 734244 | 2014 WO572               | 27 novembre 2014  | Pan-STARRS                   |
| 734245 | 2014 WD574               | 26 novembre 2014  | Pan-STARRS                   |
| 734246 | 2014 WG575               | 17 novembre 2014  | Pan-STARRS                   |
| 734247 | 2014 WT580               | 17 novembre 2014  | Pan-STARRS                   |
| 734248 | 2014 WU580               | 28 novembre 2014  | Spacewatch                   |
| 734249 | 2014 WT585               | 27 novembre 2014  | Spacewatch                   |
| 734250 | 2014 WX587               | 20 novembre 2014  | Mount Lemmon Survey          |
| 734251 | 2014 WO591               | 17 novembre 2014  | Pan-STARRS                   |
| 734252 | 2014 WS591               | 21 novembre 2014  | Pan-STARRS                   |
| 734253 | 2014 WW594               | 24 novembre 2014  | Mount Lemmon Survey          |
| 734254 | 2014 WD603               | 26 novembre 2014  | Pan-STARRS                   |
| 734255 | 2014 WF612               | 22 novembre 2014  | Mount Lemmon Survey          |
| 734256 | 2014 WE613               | 26 novembre 2014  | Pan-STARRS                   |
| 734257 | 2014 WH613               | 10 febbraio 2011  | Mount Lemmon Survey          |
| 734258 | 2014 WE615               | 17 novembre 2014  | Pan-STARRS                   |
| 734259 | 2014 WN615               | 28 aprile 2012    | Mount Lemmon Survey          |
| 734260 | 2014 XN                  | 27 novembre 2014  | Mount Lemmon Survey          |
| 734261 | 2014 XS                  | 8 ottobre 2008    | CSS                          |
| 734262 | 2014 XN3                 | 1 luglio 2003     | AMOS                         |
| 734263 | 2014 XS8                 | 26 novembre 2009  | Spacewatch                   |
| 734264 | 2014 XF10                | 18 ottobre 2014   | M. Schwartz, P. R. Holvorcem |
| 734265 | 2014 XR12                | 4 settembre 2014  | Pan-STARRS                   |
| 734266 | 2014 XD13                | 17 novembre 2014  | Pan-STARRS                   |
| 734267 | 2014 XR14                | 13 settembre 2004 | Spacewatch                   |
| 734268 | 2014 XE19                | 23 settembre 2008 | Spacewatch                   |
| 734269 | 2014 XF21                | 19 ottobre 2014   | Spacewatch                   |
| 734270 | 2014 XV22                | 9 ottobre 2008    | Mount Lemmon Survey          |
| 734271 | 2014 XY23                | 21 maggio 2012    | Pan-STARRS                   |
| 734272 | 2014 XZ24                | 8 ottobre 2007    | Mount Lemmon Survey          |
| 734273 | 2014 XQ27                | 12 aprile 2010    | WISE                         |
| 734274 | 2014 XE28                | 7 ottobre 2008    | Mount Lemmon Survey          |
| 734275 | 2014 XE29                | 27 novembre 2009  | Mount Lemmon Survey          |
| 734276 | 2014 XM31                | 18 marzo 2005     | CSS                          |
| 734277 | 2014 XK33                | 18 dicembre 2009  | Spacewatch                   |
| 734278 | 2014 XV33                | 7 marzo 2010      | WISE                         |
| 734279 | 2014 XW36                | 1 ottobre 2008    | CSS                          |
| 734280 | 2014 XX36                | 4 maggio 2005     | CSS                          |
| 734281 | 2014 XD38                | 28 aprile 2011    | Spacewatch                   |
| 734282 | 2014 XQ38                | 15 dicembre 2014  | Pan-STARRS                   |
| 734283 | 2014 XW38                | 17 febbraio 2004  | NEAT                         |
| 734284 | 2014 XC39                | 12 maggio 2012    | Pan-STARRS                   |
| 734285 | 2014 XD40                | 26 aprile 2010    | WISE                         |
| 734286 | 2014 XC41                | 3 dicembre 2015   | Mount Lemmon Survey          |
| 734287 | 2014 XV41                | 14 febbraio 2005  | CSS                          |
| 734288 | 2014 XF44                | 22 ottobre 2008   | Spacewatch                   |
| 734289 | 2014 XB49                | 10 dicembre 2014  | Mount Lemmon Survey          |
| 734290 | 2014 XO49                | 11 dicembre 2014  | Mount Lemmon Survey          |
| 734291 | 2014 YF1                 | 28 settembre 2008 | Mount Lemmon Survey          |
| 734292 | 2014 YJ1                 | 28 luglio 2011    | Pan-STARRS                   |
| 734293 | 2014 YZ1                 | 6 aprile 1999     | Spacewatch                   |
| 734294 | 2014 YD2                 | 6 settembre 2013  | Spacewatch                   |
| 734295 | 2014 YF3                 | 30 marzo 2011     | Mount Lemmon Survey          |
| 734296 | 2014 YZ4                 | 28 settembre 2003 | SDSS Collaboration           |
| 734297 | 2014 YS5                 | 1 novembre 2005   | Mount Lemmon Survey          |
| 734298 | 2014 YL8                 | 20 dicembre 2014  | Spacewatch                   |
| 734299 | 2014 YS9                 | 22 settembre 2003 | NEAT                         |
| 734300 | 2014 YQ11                | 30 aprile 2008    | Mount Lemmon Survey          |

## 734301–734400
| Nome   | Designazione provvisoria | Data di scoperta  | Scopritore                   |
| ------ | ------------------------ | ----------------- | ---------------------------- |
| 734301 | 2014 YK12                | 9 novembre 2008   | Mount Lemmon Survey          |
| 734302 | 2014 YT13                | 16 dicembre 2003  | Spacewatch                   |
| 734303 | 2014 YX15                | 21 dicembre 2014  | Mount Lemmon Survey          |
| 734304 | 2014 YP16                | 12 gennaio 2010   | Spacewatch                   |
| 734305 | 2014 YB18                | 20 dicembre 2014  | Pan-STARRS                   |
| 734306 | 2014 YP20                | 30 ottobre 2014   | Mount Lemmon Survey          |
| 734307 | 2014 YZ20                | 30 aprile 2010    | WISE                         |
| 734308 | 2014 YA21                | 26 novembre 2014  | Mount Lemmon Survey          |
| 734309 | 2014 YT21                | 23 dicembre 2013  | Pan-STARRS                   |
| 734310 | 2014 YA24                | 24 novembre 2014  | Mount Lemmon Survey          |
| 734311 | 2014 YF25                | 9 maggio 2000     | Spacewatch                   |
| 734312 | 2014 YG25                | 22 ottobre 2008   | Spacewatch                   |
| 734313 | 2014 YB26                | 23 ottobre 2008   | B. Mikuž                     |
| 734314 | 2014 YR26                | 16 luglio 2013    | Pan-STARRS                   |
| 734315 | 2014 YX27                | 24 dicembre 2014  | Mount Lemmon Survey          |
| 734316 | 2014 YH28                | 4 gennaio 2011    | Mount Lemmon Survey          |
| 734317 | 2014 YT30                | 17 febbraio 2004  | Spacewatch                   |
| 734318 | 2014 YA31                | 30 ottobre 2008   | Spacewatch                   |
| 734319 | 2014 YW31                | 28 settembre 2008 | Mount Lemmon Survey          |
| 734320 | 2014 YC32                | 13 febbraio 2004  | Spacewatch                   |
| 734321 | 2014 YS33                | 3 dicembre 2008   | Mount Lemmon Survey          |
| 734322 | 2014 YT35                | 18 aprile 2010    | WISE                         |
| 734323 | 2014 YY35                | 18 novembre 2007  | Spacewatch                   |
| 734324 | 2014 YA38                | 23 maggio 2011    | Mount Lemmon Survey          |
| 734325 | 2014 YZ39                | 24 ottobre 2009   | Mount Lemmon Survey          |
| 734326 | 2014 YG41                | 10 aprile 2002    | Terskol Obs.                 |
| 734327 | 2014 YR42                | 14 luglio 2013    | Pan-STARRS                   |
| 734328 | 2014 YA45                | 19 maggio 2010    | WISE                         |
| 734329 | 2014 YK46                | 14 giugno 2005    | Mount Lemmon Survey          |
| 734330 | 2014 YC47                | 1 ottobre 2014    | Pan-STARRS                   |
| 734331 | 2014 YG47                | 14 febbraio 2010  | WISE                         |
| 734332 | 2014 YH48                | 2 ottobre 2011    | W. H. Ryan, E. V. Ryan       |
| 734333 | 2014 YO55                | 8 febbraio 2008   | Mount Lemmon Survey          |
| 734334 | 2014 YZ55                | 21 dicembre 2014  | Pan-STARRS                   |
| 734335 | 2014 YE56                | 7 ottobre 2008    | Mount Lemmon Survey          |
| 734336 | 2014 YU56                | 19 dicembre 2009  | Mount Lemmon Survey          |
| 734337 | 2014 YS58                | 11 ottobre 2013   | M. Schwartz, P. R. Holvorcem |
| 734338 | 2014 YB61                | 20 settembre 2007 | Spacewatch                   |
| 734339 | 2014 YP62                | 1 ottobre 2013    | S. Mottola, G. Proffe        |
| 734340 | 2014 YL63                | 21 novembre 2001  | SDSS Collaboration           |
| 734341 | 2014 YW64                | 26 dicembre 2014  | Pan-STARRS                   |
| 734342 | 2014 YW65                | 18 dicembre 2014  | Pan-STARRS                   |
| 734343 | 2014 YC75                | 26 dicembre 2014  | Pan-STARRS                   |
| 734344 | 2014 YD75                | 29 dicembre 2014  | Mount Lemmon Survey          |
| 734345 | 2014 YC77                | 20 dicembre 2014  | Pan-STARRS                   |
| 734346 | 2014 YE77                | 29 dicembre 2014  | Pan-STARRS                   |
| 734347 | 2014 YK80                | 21 dicembre 2014  | Mount Lemmon Survey          |
| 734348 | 2014 YR83                | 21 dicembre 2014  | Pan-STARRS                   |
| 734349 | 2014 YS86                | 26 dicembre 2014  | Pan-STARRS                   |
| 734350 | 2014 YU86                | 24 dicembre 2014  | Mount Lemmon Survey          |
| 734351 | 2014 YB89                | 21 dicembre 2014  | Mount Lemmon Survey          |
| 734352 | 2014 YH94                | 26 dicembre 2014  | Pan-STARRS                   |
| 734353 | 2014 YM95                | 26 dicembre 2014  | Pan-STARRS                   |
| 734354 | 2015 AY1                 | 11 novembre 2001  | SDSS Collaboration           |
| 734355 | 2015 AD2                 | 9 gennaio 2015    | Pan-STARRS                   |
| 734356 | 2015 AD3                 | 18 settembre 2014 | Pan-STARRS                   |
| 734357 | 2015 AX3                 | 11 gennaio 2015   | M. Altmann, T. Prusti        |
| 734358 | 2015 AX4                 | 27 novembre 2014  | Pan-STARRS                   |
| 734359 | 2015 AE5                 | 7 marzo 2010      | WISE                         |
| 734360 | 2015 AO5                 | 29 ottobre 2014   | Pan-STARRS                   |
| 734361 | 2015 AX5                 | 2 aprile 2011     | Spacewatch                   |
| 734362 | 2015 AS6                 | 2 aprile 2006     | Spacewatch                   |
| 734363 | 2015 AV6                 | 4 aprile 2005     | Mount Lemmon Survey          |
| 734364 | 2015 AP7                 | 12 aprile 2011    | Mount Lemmon Survey          |
| 734365 | 2015 AG8                 | 26 marzo 2010     | WISE                         |
| 734366 | 2015 AA10                | 11 gennaio 2015   | Pan-STARRS                   |
| 734367 | 2015 AH10                | 9 settembre 2013  | Pan-STARRS                   |
| 734368 | 2015 AR11                | 27 ottobre 2008   | Spacewatch                   |
| 734369 | 2015 AE13                | 5 ottobre 2013    | Spacewatch                   |
| 734370 | 2015 AJ14                | 13 ottobre 2013   | Mount Lemmon Survey          |
| 734371 | 2015 AA16                | 16 gennaio 2011   | Mount Lemmon Survey          |
| 734372 | 2015 AF16                | 11 gennaio 2015   | Pan-STARRS                   |
| 734373 | 2015 AH18                | 15 febbraio 2010  | Mount Lemmon Survey          |
| 734374 | 2015 AU19                | 31 dicembre 2002  | LINEAR                       |
| 734375 | 2015 AX20                | 21 marzo 2009     | Spacewatch                   |
| 734376 | 2015 AC21                | 11 aprile 2011    | Mount Lemmon Survey          |
| 734377 | 2015 AU21                | 31 ottobre 2007   | CSS                          |
| 734378 | 2015 AM22                | 16 aprile 2010    | WISE                         |
| 734379 | 2015 AK23                | 12 gennaio 2011   | Mount Lemmon Survey          |
| 734380 | 2015 AM23                | 16 dicembre 2014  | Pan-STARRS                   |
| 734381 | 2015 AO24                | 20 novembre 2014  | Pan-STARRS                   |
| 734382 | 2015 AK26                | 11 aprile 2005    | Spacewatch                   |
| 734383 | 2015 AN26                | 12 gennaio 2010   | CSS                          |
| 734384 | 2015 AD27                | 20 novembre 2003  | Spacewatch                   |
| 734385 | 2015 AP27                | 26 ottobre 2008   | Spacewatch                   |
| 734386 | 2015 AN28                | 29 dicembre 2014  | Mount Lemmon Survey          |
| 734387 | 2015 AA29                | 28 gennaio 2004   | Spacewatch                   |
| 734388 | 2015 AH30                | 13 agosto 2012    | Pan-STARRS                   |
| 734389 | 2015 AH31                | 24 ottobre 2009   | Mount Lemmon Survey          |
| 734390 | 2015 AW36                | 21 dicembre 2014  | Pan-STARRS                   |
| 734391 | 2015 AK40                | 30 settembre 2005 | Mount Lemmon Survey          |
| 734392 | 2015 AS40                | 12 febbraio 2008  | Mount Lemmon Survey          |
| 734393 | 2015 AD48                | 9 gennaio 2015    | Pan-STARRS                   |
| 734394 | 2015 AR48                | 22 novembre 2014  | Pan-STARRS                   |
| 734395 | 2015 AC54                | 30 gennaio 2008   | Mount Lemmon Survey          |
| 734396 | 2015 AL54                | 16 dicembre 2007  | Spacewatch                   |
| 734397 | 2015 AY55                | 8 febbraio 2008   | Mount Lemmon Survey          |
| 734398 | 2015 AU57                | 29 maggio 2006    | Spacewatch                   |
| 734399 | 2015 AR60                | 8 marzo 2005      | Spacewatch                   |
| 734400 | 2015 AE61                | 19 dicembre 2009  | Mount Lemmon Survey          |

## 734401–734500
| Nome   | Designazione provvisoria | Data di scoperta  | Scopritore                |
| ------ | ------------------------ | ----------------- | ------------------------- |
| 734401 | 2015 AW62                | 15 marzo 2007     | Mount Lemmon Survey       |
| 734402 | 2015 AG63                | 15 ottobre 2001   | SDSS Collaboration        |
| 734403 | 2015 AL74                | 24 ottobre 2005   | Osservatorio di Mauna Kea |
| 734404 | 2015 AM77                | 13 gennaio 2015   | Pan-STARRS                |
| 734405 | 2015 AR77                | 4 aprile 2005     | CSS                       |
| 734406 | 2015 AO79                | 11 novembre 2002  | Spacewatch                |
| 734407 | 2015 AN81                | 24 maggio 2006    | Mount Lemmon Survey       |
| 734408 | 2015 AB83                | 3 ottobre 2013    | Mount Lemmon Survey       |
| 734409 | 2015 AK86                | 28 novembre 2014  | Spacewatch                |
| 734410 | 2015 AG87                | 13 gennaio 2015   | Pan-STARRS                |
| 734411 | 2015 AX87                | 13 gennaio 2015   | Pan-STARRS                |
| 734412 | 2015 AR88                | 11 giugno 2013    | Mount Lemmon Survey       |
| 734413 | 2015 AT88                | 11 dicembre 2004  | W. Bickel                 |
| 734414 | 2015 AY90                | 9 febbraio 2008   | Spacewatch                |
| 734415 | 2015 AM94                | 13 febbraio 2010  | CSS                       |
| 734416 | 2015 AB96                | 9 settembre 2013  | Pan-STARRS                |
| 734417 | 2015 AY96                | 11 aprile 2010    | Mount Lemmon Survey       |
| 734418 | 2015 AP103               | 21 dicembre 2014  | Mount Lemmon Survey       |
| 734419 | 2015 AO107               | 19 gennaio 2004   | Spacewatch                |
| 734420 | 2015 AO108               | 19 ottobre 2006   | L. H. Wasserman           |
| 734421 | 2015 AC109               | 27 ottobre 2008   | Spacewatch                |
| 734422 | 2015 AS110               | 10 febbraio 2008  | Spacewatch                |
| 734423 | 2015 AO111               | 7 novembre 2005   | Osservatorio di Mauna Kea |
| 734424 | 2015 AX111               | 21 dicembre 2008  | Spacewatch                |
| 734425 | 2015 AJ113               | 22 ottobre 2003   | SDSS Collaboration        |
| 734426 | 2015 AQ113               | 21 dicembre 2014  | Mount Lemmon Survey       |
| 734427 | 2015 AO116               | 17 gennaio 2004   | Spacewatch                |
| 734428 | 2015 AC122               | 16 marzo 2010     | Mount Lemmon Survey       |
| 734429 | 2015 AM124               | 8 ottobre 2008    | Mount Lemmon Survey       |
| 734430 | 2015 AM125               | 19 settembre 2007 | Spacewatch                |
| 734431 | 2015 AW125               | 24 aprile 2012    | Pan-STARRS                |
| 734432 | 2015 AS126               | 17 aprile 2005    | Spacewatch                |
| 734433 | 2015 AA128               | 21 dicembre 2014  | Pan-STARRS                |
| 734434 | 2015 AL130               | 1 ottobre 2003    | LONEOS                    |
| 734435 | 2015 AC134               | 14 gennaio 2015   | Pan-STARRS                |
| 734436 | 2015 AC136               | 23 gennaio 2011   | Mount Lemmon Survey       |
| 734437 | 2015 AA139               | 28 agosto 2009    | Spacewatch                |
| 734438 | 2015 AS139               | 21 dicembre 2014  | Pan-STARRS                |
| 734439 | 2015 AN142               | 27 marzo 2012     | Mount Lemmon Survey       |
| 734440 | 2015 AQ142               | 7 ottobre 2013    | CSS                       |
| 734441 | 2015 AV144               | 9 febbraio 2008   | Spacewatch                |
| 734442 | 2015 AV147               | 2 novembre 2010   | Mount Lemmon Survey       |
| 734443 | 2015 AH150               | 29 dicembre 2008  | Spacewatch                |
| 734444 | 2015 AS157               | 9 settembre 2007  | Spacewatch                |
| 734445 | 2015 AW157               | 14 gennaio 2015   | Pan-STARRS                |
| 734446 | 2015 AY157               | 14 gennaio 2015   | Pan-STARRS                |
| 734447 | 2015 AB158               | 30 gennaio 2006   | Spacewatch                |
| 734448 | 2015 AU159               | 12 ottobre 2007   | Spacewatch                |
| 734449 | 2015 AY162               | 31 dicembre 2007  | Mount Lemmon Survey       |
| 734450 | 2015 AZ166               | 19 settembre 2006 | Spacewatch                |
| 734451 | 2015 AC168               | 11 marzo 2005     | Spacewatch                |
| 734452 | 2015 AV169               | 14 agosto 2012    | Spacewatch                |
| 734453 | 2015 AU172               | 26 marzo 2008     | Mount Lemmon Survey       |
| 734454 | 2015 AX175               | 11 aprile 2005    | Mount Lemmon Survey       |
| 734455 | 2015 AM179               | 10 agosto 2007    | Spacewatch                |
| 734456 | 2015 AW181               | 3 novembre 2013   | PTF                       |
| 734457 | 2015 AZ181               | 13 febbraio 2011  | Mount Lemmon Survey       |
| 734458 | 2015 AO190               | 13 febbraio 2008  | Mount Lemmon Survey       |
| 734459 | 2015 AQ191               | 8 febbraio 2008   | Mount Lemmon Survey       |
| 734460 | 2015 AK192               | 29 dicembre 2014  | Mount Lemmon Survey       |
| 734461 | 2015 AH194               | 14 gennaio 2015   | Pan-STARRS                |
| 734462 | 2015 AH196               | 9 ottobre 2005    | Spacewatch                |
| 734463 | 2015 AV199               | 24 dicembre 2014  | Mount Lemmon Survey       |
| 734464 | 2015 AS200               | 9 marzo 2011      | Mount Lemmon Survey       |
| 734465 | 2015 AR202               | 12 agosto 2012    | SSS                       |
| 734466 | 2015 AK204               | 31 ottobre 2010   | Mount Lemmon Survey       |
| 734467 | 2015 AB205               | 3 ottobre 2013    | Mount Lemmon Survey       |
| 734468 | 2015 AP205               | 22 aprile 2012    | Spacewatch                |
| 734469 | 2015 AL206               | 4 giugno 2006     | Mount Lemmon Survey       |
| 734470 | 2015 AO206               | 1 gennaio 2009    | Mount Lemmon Survey       |
| 734471 | 2015 AW209               | 10 febbraio 2011  | Mount Lemmon Survey       |
| 734472 | 2015 AQ210               | 15 gennaio 2015   | Pan-STARRS                |
| 734473 | 2015 AZ210               | 1 aprile 2010     | WISE                      |
| 734474 | 2015 AD211               | 20 novembre 2014  | Pan-STARRS                |
| 734475 | 2015 AT211               | 9 agosto 2013     | Spacewatch                |
| 734476 | 2015 AW214               | 1 aprile 2003     | SDSS Collaboration        |
| 734477 | 2015 AO215               | 4 aprile 2005     | Mount Lemmon Survey       |
| 734478 | 2015 AC217               | 15 gennaio 2015   | Pan-STARRS                |
| 734479 | 2015 AD217               | 7 gennaio 2010    | Spacewatch                |
| 734480 | 2015 AE220               | 15 gennaio 2015   | Pan-STARRS                |
| 734481 | 2015 AF220               | 15 aprile 2010    | WISE                      |
| 734482 | 2015 AW220               | 14 febbraio 2010  | Mount Lemmon Survey       |
| 734483 | 2015 AR221               | 2 aprile 2011     | Pan-STARRS                |
| 734484 | 2015 AG222               | 15 gennaio 2015   | Mount Lemmon Survey       |
| 734485 | 2015 AT222               | 13 settembre 2007 | Mount Lemmon Survey       |
| 734486 | 2015 AG224               | 15 gennaio 2015   | Pan-STARRS                |
| 734487 | 2015 AP225               | 13 settembre 2007 | Mount Lemmon Survey       |
| 734488 | 2015 AA227               | 30 novembre 2014  | Pan-STARRS                |
| 734489 | 2015 AA229               | 24 agosto 2012    | Spacewatch                |
| 734490 | 2015 AA230               | 21 dicembre 2008  | Mount Lemmon Survey       |
| 734491 | 2015 AX231               | 13 febbraio 2008  | Mount Lemmon Survey       |
| 734492 | 2015 AC232               | 22 giugno 2006    | Spacewatch                |
| 734493 | 2015 AV233               | 15 settembre 2012 | Mount Lemmon Survey       |
| 734494 | 2015 AM235               | 26 novembre 2013  | Pan-STARRS                |
| 734495 | 2015 AS235               | 15 gennaio 2015   | Pan-STARRS                |
| 734496 | 2015 AT235               | 15 gennaio 2015   | Pan-STARRS                |
| 734497 | 2015 AF236               | 2 novembre 2013   | Spacewatch                |
| 734498 | 2015 AV244               | 13 aprile 2010    | CSS                       |
| 734499 | 2015 AF246               | 18 dicembre 2004  | Mount Lemmon Survey       |
| 734500 | 2015 AU246               | 20 novembre 2014  | Pan-STARRS                |

## 734501–734600
| Nome         | Designazione provvisoria | Data di scoperta  | Scopritore                |
| ------------ | ------------------------ | ----------------- | ------------------------- |
| 734501       | 2015 AY247               | 13 gennaio 2015   | Pan-STARRS                |
| 734502       | 2015 AJ249               | 21 ottobre 2006   | Mount Lemmon Survey       |
| 734503       | 2015 AF250               | 11 marzo 2000     | Spacewatch                |
| 734504       | 2015 AF252               | 14 gennaio 2015   | Pan-STARRS                |
| 734505       | 2015 AN252               | 21 dicembre 2014  | Pan-STARRS                |
| 734506       | 2015 AO252               | 26 dicembre 2005  | Spacewatch                |
| 734507       | 2015 AQ257               | 15 gennaio 2015   | Mount Lemmon Survey       |
| 734508       | 2015 AE258               | 21 novembre 2014  | Pan-STARRS                |
| 734509       | 2015 AS258               | 9 maggio 2006     | Mount Lemmon Survey       |
| 734510       | 2015 AG259               | 1 dicembre 2003   | Spacewatch                |
| 734511       | 2015 AP260               | 28 maggio 2012    | Mount Lemmon Survey       |
| 734512       | 2015 AY260               | 2 marzo 1995      | Spacewatch                |
| 734513       | 2015 AA262               | 8 ottobre 2012    | Pan-STARRS                |
| 734514       | 2015 AD263               | 12 febbraio 2004  | Spacewatch                |
| 734515       | 2015 AP263               | 19 marzo 2004     | NEAT                      |
| 734516       | 2015 AM264               | 27 febbraio 2006  | R. A. Tucker              |
| 734517       | 2015 AW265               | 2 ottobre 2006    | Mount Lemmon Survey       |
| 734518       | 2015 AZ267               | 24 novembre 2009  | Spacewatch                |
| 734519       | 2015 AS273               | 14 gennaio 2015   | Pan-STARRS                |
| 734520       | 2015 AT275               | 7 gennaio 2010    | Spacewatch                |
| 734521       | 2015 AW275               | 14 settembre 2007 | Osservatorio di Mauna Kea |
| 734522       | 2015 AC277               | 13 febbraio 2004  | LONEOS                    |
| 734523       | 2015 AB279               | 15 gennaio 2015   | Mount Lemmon Survey       |
| 734524       | 2015 AD283               | 15 febbraio 2004  | NEAT                      |
| 734525       | 2015 AP284               | 14 febbraio 2004  | Spacewatch                |
| 734526       | 2015 AW284               | 27 giugno 2010    | WISE                      |
| 734527       | 2015 AR286               | 30 novembre 2008  | Spacewatch                |
| 734528       | 2015 AB288               | 1 giugno 2011     | ESA OGS                   |
| 734529       | 2015 AY288               | 13 luglio 2001    | NEAT                      |
| 734530       | 2015 AC290               | 22 agosto 1995    | Spacewatch                |
| 734531       | 2015 AR290               | 16 dicembre 2014  | Pan-STARRS                |
| 734532       | 2015 AV290               | 14 gennaio 2015   | Pan-STARRS                |
| 734533       | 2015 AB292               | 12 settembre 2007 | Mount Lemmon Survey       |
| 734534       | 2015 AK292               | 3 settembre 2010  | Mount Lemmon Survey       |
| 734535       | 2015 BW                  | 28 novembre 2005  | CSS                       |
| 734536       | 2015 BF2                 | 29 dicembre 2014  | Pan-STARRS                |
| 734537       | 2015 BG3                 | 13 giugno 2004    | Spacewatch                |
| 734538       | 2015 BA5                 | 16 febbraio 2010  | Mount Lemmon Survey       |
| 734539       | 2015 BE6                 | 19 marzo 2010     | Mount Lemmon Survey       |
| 734540       | 2015 BY7                 | 11 febbraio 2004  | NEAT                      |
| 734541       | 2015 BZ7                 | 18 novembre 2007  | Mount Lemmon Survey       |
| 734542       | 2015 BU8                 | 8 febbraio 2002   | Spacewatch                |
| 734543       | 2015 BX9                 | 29 dicembre 2014  | Pan-STARRS                |
| 734544       | 2015 BD10                | 29 dicembre 2014  | Pan-STARRS                |
| 734545       | 2015 BW10                | 20 gennaio 2009   | Spacewatch                |
| 734546       | 2015 BB11                | 16 gennaio 2015   | Mount Lemmon Survey       |
| 734547       | 2015 BR14                | 4 novembre 2013   | Pan-STARRS                |
| 734548       | 2015 BU15                | 16 gennaio 2015   | Mount Lemmon Survey       |
| 734549       | 2015 BV15                | 20 marzo 2010     | Mount Lemmon Survey       |
| 734550       | 2015 BY15                | 1 giugno 2005     | Mount Lemmon Survey       |
| 734551 Monin | 2015 BS16                | 7 aprile 1997     | D. D. Balam               |
| 734552       | 2015 BP17                | 22 febbraio 2004  | M. W. Buie                |
| 734553       | 2015 BL19                | 16 febbraio 2010  | Spacewatch                |
| 734554       | 2015 BD20                | 24 agosto 2007    | Spacewatch                |
| 734555       | 2015 BM21                | 31 dicembre 2008  | Spacewatch                |
| 734556       | 2015 BD22                | 11 gennaio 2008   | Mount Lemmon Survey       |
| 734557       | 2015 BA23                | 1 ottobre 2013    | Mount Lemmon Survey       |
| 734558       | 2015 BM23                | 14 gennaio 2008   | Spacewatch                |
| 734559       | 2015 BG24                | 15 gennaio 2008   | Spacewatch                |
| 734560       | 2015 BT26                | 1 maggio 2011     | Pan-STARRS                |
| 734561       | 2015 BJ27                | 3 dicembre 2005   | Osservatorio di Mauna Kea |
| 734562       | 2015 BY27                | 4 dicembre 2005   | Spacewatch                |
| 734563       | 2015 BL28                | 1 gennaio 2009    | Mount Lemmon Survey       |
| 734564       | 2015 BY29                | 19 ottobre 2006   | Mount Lemmon Survey       |
| 734565       | 2015 BB30                | 16 gennaio 2015   | Pan-STARRS                |
| 734566       | 2015 BL31                | 4 ottobre 2013    | Mount Lemmon Survey       |
| 734567       | 2015 BS32                | 15 ottobre 2001   | NEAT                      |
| 734568       | 2015 BG33                | 16 gennaio 2015   | Pan-STARRS                |
| 734569       | 2015 BX33                | 16 gennaio 2015   | Pan-STARRS                |
| 734570       | 2015 BW35                | 10 maggio 2002    | NEAT                      |
| 734571       | 2015 BV36                | 1 gennaio 2009    | Spacewatch                |
| 734572       | 2015 BF37                | 26 ottobre 2009   | Mount Lemmon Survey       |
| 734573       | 2015 BU39                | 29 dicembre 2014  | Pan-STARRS                |
| 734574       | 2015 BL41                | 15 aprile 2005    | Spacewatch                |
| 734575       | 2015 BR41                | 2 giugno 2010     | WISE                      |
| 734576       | 2015 BY41                | 3 giugno 2008     | Spacewatch                |
| 734577       | 2015 BM42                | 19 ottobre 2007   | CSS                       |
| 734578       | 2015 BZ42                | 19 novembre 2003  | Spacewatch                |
| 734579       | 2015 BY43                | 26 novembre 2014  | Pan-STARRS                |
| 734580       | 2015 BC44                | 15 gennaio 1999   | Spacewatch                |
| 734581       | 2015 BU47                | 8 gennaio 1999    | Spacewatch                |
| 734582       | 2015 BS48                | 1 maggio 2006     | Spacewatch                |
| 734583       | 2015 BG49                | 17 gennaio 2015   | Pan-STARRS                |
| 734584       | 2015 BR50                | 9 ottobre 2008    | Spacewatch                |
| 734585       | 2015 BZ53                | 12 gennaio 2010   | Mount Lemmon Survey       |
| 734586       | 2015 BG54                | 17 gennaio 2015   | Mount Lemmon Survey       |
| 734587       | 2015 BS56                | 17 gennaio 2015   | Mount Lemmon Survey       |
| 734588       | 2015 BN57                | 11 gennaio 2011   | Spacewatch                |
| 734589       | 2015 BY61                | 10 febbraio 2008  | Mount Lemmon Survey       |
| 734590       | 2015 BG63                | 17 gennaio 2015   | Pan-STARRS                |
| 734591       | 2015 BK63                | 6 ottobre 2013    | Spacewatch                |
| 734592       | 2015 BB66                | 16 febbraio 2004  | Spacewatch                |
| 734593       | 2015 BG68                | 18 marzo 2010     | Mount Lemmon Survey       |
| 734594       | 2015 BL69                | 15 gennaio 2015   | Pan-STARRS                |
| 734595       | 2015 BT69                | 5 aprile 2010     | Mount Lemmon Survey       |
| 734596       | 2015 BW69                | 28 novembre 2014  | Pan-STARRS                |
| 734597       | 2015 BB72                | 13 settembre 2013 | Mount Lemmon Survey       |
| 734598       | 2015 BR72                | 17 ottobre 2010   | Mount Lemmon Survey       |
| 734599       | 2015 BR73                | 17 gennaio 2015   | Pan-STARRS                |
| 734600       | 2015 BY73                | 4 febbraio 2002   | NEAT                      |

## 734601–734700
| Nome   | Designazione provvisoria | Data di scoperta  | Scopritore                   |
| ------ | ------------------------ | ----------------- | ---------------------------- |
| 734601 | 2015 BQ74                | 4 maggio 2005     | CSS                          |
| 734602 | 2015 BL76                | 12 aprile 2010    | Mount Lemmon Survey          |
| 734603 | 2015 BU77                | 1 novembre 2013   | Mount Lemmon Survey          |
| 734604 | 2015 BB79                | 18 gennaio 2015   | Mount Lemmon Survey          |
| 734605 | 2015 BK81                | 18 gennaio 2015   | Pan-STARRS                   |
| 734606 | 2015 BO81                | 7 ottobre 2013    | Spacewatch                   |
| 734607 | 2015 BQ81                | 1 ottobre 2013    | Mount Lemmon Survey          |
| 734608 | 2015 BU81                | 15 marzo 2010     | Mount Lemmon Survey          |
| 734609 | 2015 BZ82                | 12 settembre 2007 | Spacewatch                   |
| 734610 | 2015 BT83                | 22 dicembre 2008  | Spacewatch                   |
| 734611 | 2015 BD85                | 18 dicembre 2014  | Pan-STARRS                   |
| 734612 | 2015 BC86                | 18 gennaio 2015   | Pan-STARRS                   |
| 734613 | 2015 BS86                | 18 gennaio 2015   | Pan-STARRS                   |
| 734614 | 2015 BT86                | 4 dicembre 2010   | Z. Kuli, K. Sárneczky        |
| 734615 | 2015 BB96                | 4 aprile 2011     | Mount Lemmon Survey          |
| 734616 | 2015 BS96                | 16 gennaio 2015   | Mount Lemmon Survey          |
| 734617 | 2015 BT96                | 21 dicembre 2014  | Pan-STARRS                   |
| 734618 | 2015 BQ97                | 29 settembre 2009 | Mount Lemmon Survey          |
| 734619 | 2015 BZ98                | 17 marzo 2012     | Mount Lemmon Survey          |
| 734620 | 2015 BP99                | 18 aprile 2007    | W. Bickel                    |
| 734621 | 2015 BL101               | 16 gennaio 2015   | Pan-STARRS                   |
| 734622 | 2015 BT101               | 9 febbraio 2010   | WISE                         |
| 734623 | 2015 BC103               | 16 gennaio 2015   | Pan-STARRS                   |
| 734624 | 2015 BP103               | 13 marzo 2008     | Spacewatch                   |
| 734625 | 2015 BT103               | 16 gennaio 2015   | Pan-STARRS                   |
| 734626 | 2015 BX107               | 6 dicembre 2008   | Spacewatch                   |
| 734627 | 2015 BU108               | 1 settembre 2013  | Pan-STARRS                   |
| 734628 | 2015 BU111               | 17 gennaio 2015   | Pan-STARRS                   |
| 734629 | 2015 BW111               | 17 gennaio 2015   | Mount Lemmon Survey          |
| 734630 | 2015 BX111               | 15 settembre 2013 | Mount Lemmon Survey          |
| 734631 | 2015 BU112               | 10 febbraio 2008  | Spacewatch                   |
| 734632 | 2015 BW115               | 11 gennaio 2010   | Spacewatch                   |
| 734633 | 2015 BQ116               | 17 ottobre 2003   | Spacewatch                   |
| 734634 | 2015 BC119               | 24 febbraio 2006  | Spacewatch                   |
| 734635 | 2015 BP119               | 5 settembre 2007  | K. Sárneczky, L. Kiss        |
| 734636 | 2015 BK121               | 7 ottobre 2013    | Spacewatch                   |
| 734637 | 2015 BR122               | 6 gennaio 2008    | Osservatorio di Mauna Kea    |
| 734638 | 2015 BW122               | 17 novembre 2007  | Spacewatch                   |
| 734639 | 2015 BL130               | 6 maggio 2006     | Mount Lemmon Survey          |
| 734640 | 2015 BX130               | 20 novembre 2007  | Mount Lemmon Survey          |
| 734641 | 2015 BX132               | 17 marzo 2005     | Mount Lemmon Survey          |
| 734642 | 2015 BJ134               | 16 novembre 2006  | Spacewatch                   |
| 734643 | 2015 BT136               | 17 gennaio 2015   | Pan-STARRS                   |
| 734644 | 2015 BU136               | 17 gennaio 2015   | Pan-STARRS                   |
| 734645 | 2015 BN138               | 8 ottobre 2010    | Spacewatch                   |
| 734646 | 2015 BY139               | 10 settembre 2007 | Mount Lemmon Survey          |
| 734647 | 2015 BQ140               | 4 novembre 2007   | Mount Lemmon Survey          |
| 734648 | 2015 BC143               | 17 gennaio 2015   | Pan-STARRS                   |
| 734649 | 2015 BW144               | 24 gennaio 2006   | H. Kurosaki, A. Nakajima     |
| 734650 | 2015 BC145               | 12 novembre 2010  | Mount Lemmon Survey          |
| 734651 | 2015 BW145               | 24 ottobre 2013   | Spacewatch                   |
| 734652 | 2015 BJ146               | 7 febbraio 2002   | NEAT                         |
| 734653 | 2015 BY146               | 30 dicembre 2008  | Mount Lemmon Survey          |
| 734654 | 2015 BB147               | 30 novembre 2008  | Spacewatch                   |
| 734655 | 2015 BW147               | 7 ottobre 2005    | Osservatorio di Mauna Kea    |
| 734656 | 2015 BW148               | 2 novembre 2013   | M. Schwartz, P. R. Holvorcem |
| 734657 | 2015 BO149               | 17 gennaio 2015   | Pan-STARRS                   |
| 734658 | 2015 BN150               | 17 gennaio 2004   | NEAT                         |
| 734659 | 2015 BT151               | 17 gennaio 2015   | Pan-STARRS                   |
| 734660 | 2015 BV152               | 15 agosto 2013    | Pan-STARRS                   |
| 734661 | 2015 BO154               | 8 marzo 2008      | Mount Lemmon Survey          |
| 734662 | 2015 BP157               | 17 gennaio 2015   | Pan-STARRS                   |
| 734663 | 2015 BY159               | 17 gennaio 2015   | Pan-STARRS                   |
| 734664 | 2015 BA161               | 3 aprile 2008     | Mount Lemmon Survey          |
| 734665 | 2015 BY164               | 11 settembre 2007 | Spacewatch                   |
| 734666 | 2015 BW168               | 13 aprile 2004    | SDSS Collaboration           |
| 734667 | 2015 BA176               | 16 marzo 2012     | Mount Lemmon Survey          |
| 734668 | 2015 BL185               | 16 maggio 2010    | WISE                         |
| 734669 | 2015 BJ186               | 17 gennaio 2015   | Pan-STARRS                   |
| 734670 | 2015 BZ190               | 14 gennaio 2011   | Mount Lemmon Survey          |
| 734671 | 2015 BZ192               | 17 gennaio 2015   | Pan-STARRS                   |
| 734672 | 2015 BD196               | 25 febbraio 2006  | Spacewatch                   |
| 734673 | 2015 BC198               | 22 agosto 2006    | NEAT                         |
| 734674 | 2015 BN201               | 17 gennaio 2015   | Pan-STARRS                   |
| 734675 | 2015 BB202               | 18 marzo 2002     | M. W. Buie, D. E. Trilling   |
| 734676 | 2015 BY202               | 4 settembre 2014  | Pan-STARRS                   |
| 734677 | 2015 BE205               | 18 gennaio 2015   | Mount Lemmon Survey          |
| 734678 | 2015 BE206               | 29 marzo 2011     | Mount Lemmon Survey          |
| 734679 | 2015 BS206               | 13 luglio 2013    | Pan-STARRS                   |
| 734680 | 2015 BF207               | 10 ottobre 2008   | Mount Lemmon Survey          |
| 734681 | 2015 BB210               | 26 novembre 2014  | Pan-STARRS                   |
| 734682 | 2015 BP210               | 18 gennaio 2015   | Mount Lemmon Survey          |
| 734683 | 2015 BL211               | 17 gennaio 2015   | Pan-STARRS                   |
| 734684 | 2015 BH216               | 3 ottobre 2013    | Mount Lemmon Survey          |
| 734685 | 2015 BW216               | 26 dicembre 2014  | Pan-STARRS                   |
| 734686 | 2015 BN217               | 16 febbraio 2012  | Pan-STARRS                   |
| 734687 | 2015 BS217               | 7 ottobre 2008    | Mount Lemmon Survey          |
| 734688 | 2015 BM222               | 29 novembre 2014  | Pan-STARRS                   |
| 734689 | 2015 BK223               | 26 dicembre 2014  | Pan-STARRS                   |
| 734690 | 2015 BX224               | 13 luglio 2013    | Pan-STARRS                   |
| 734691 | 2015 BZ225               | 18 gennaio 2015   | Pan-STARRS                   |
| 734692 | 2015 BZ229               | 18 gennaio 2015   | Mount Lemmon Survey          |
| 734693 | 2015 BH233               | 18 gennaio 2015   | Pan-STARRS                   |
| 734694 | 2015 BV233               | 2 novembre 2007   | Spacewatch                   |
| 734695 | 2015 BR235               | 26 dicembre 2014  | Pan-STARRS                   |
| 734696 | 2015 BM237               | 23 gennaio 2006   | Spacewatch                   |
| 734697 | 2015 BS237               | 28 aprile 2011    | Spacewatch                   |
| 734698 | 2015 BQ239               | 12 gennaio 2010   | Spacewatch                   |
| 734699 | 2015 BF240               | 24 settembre 2013 | CSS                          |
| 734700 | 2015 BK240               | 21 dicembre 2003  | SDSS Collaboration           |

## 734701–734800
| Nome   | Designazione provvisoria | Data di scoperta  | Scopritore                    |
| ------ | ------------------------ | ----------------- | ----------------------------- |
| 734701 | 2015 BZ241               | 5 ottobre 2002    | SDSS Collaboration            |
| 734702 | 2015 BG242               | 18 dicembre 2014  | Pan-STARRS                    |
| 734703 | 2015 BB247               | 18 gennaio 2015   | Pan-STARRS                    |
| 734704 | 2015 BQ247               | 14 febbraio 2010  | Mount Lemmon Survey           |
| 734705 | 2015 BT247               | 28 novembre 2013  | Pan-STARRS                    |
| 734706 | 2015 BW249               | 23 ottobre 2006   | Spacewatch                    |
| 734707 | 2015 BA250               | 28 febbraio 2012  | Pan-STARRS                    |
| 734708 | 2015 BL250               | 15 novembre 2010  | Mount Lemmon Survey           |
| 734709 | 2015 BN253               | 18 gennaio 2015   | Pan-STARRS                    |
| 734710 | 2015 BD255               | 18 gennaio 2015   | Pan-STARRS                    |
| 734711 | 2015 BV258               | 5 ottobre 2002    | SDSS Collaboration            |
| 734712 | 2015 BO260               | 13 agosto 2012    | Pan-STARRS                    |
| 734713 | 2015 BK261               | 22 ottobre 2003   | SDSS Collaboration            |
| 734714 | 2015 BH262               | 14 marzo 2010     | Mount Lemmon Survey           |
| 734715 | 2015 BX263               | 11 ottobre 2007   | Spacewatch                    |
| 734716 | 2015 BB264               | 19 febbraio 2009  | CSS                           |
| 734717 | 2015 BN265               | 8 ottobre 2007    | Mount Lemmon Survey           |
| 734718 | 2015 BO266               | 25 marzo 2007     | Mount Lemmon Survey           |
| 734719 | 2015 BQ266               | 3 ottobre 2014    | Pan-STARRS                    |
| 734720 | 2015 BG268               | 12 gennaio 2010   | Spacewatch                    |
| 734721 | 2015 BN270               | 26 settembre 2003 | SDSS Collaboration            |
| 734722 | 2015 BD271               | 20 dicembre 2009  | Spacewatch                    |
| 734723 | 2015 BL271               | 26 novembre 2014  | Mount Lemmon Survey           |
| 734724 | 2015 BQ272               | 16 maggio 2005    | NEAT                          |
| 734725 | 2015 BV273               | 5 ottobre 2004    | Spacewatch                    |
| 734726 | 2015 BR276               | 8 gennaio 2002    | SDSS Collaboration            |
| 734727 | 2015 BV276               | 7 aprile 2010     | WISE                          |
| 734728 | 2015 BL279               | 21 ottobre 2007   | Spacewatch                    |
| 734729 | 2015 BX279               | 2 aprile 2005     | Spacewatch                    |
| 734730 | 2015 BX280               | 11 aprile 2005    | Mount Lemmon Survey           |
| 734731 | 2015 BK281               | 24 maggio 2011    | Mount Lemmon Survey           |
| 734732 | 2015 BL281               | 19 gennaio 2015   | Pan-STARRS                    |
| 734733 | 2015 BW281               | 19 gennaio 2015   | Pan-STARRS                    |
| 734734 | 2015 BX281               | 10 ottobre 2002   | SDSS Collaboration            |
| 734735 | 2015 BQ282               | 16 gennaio 2004   | NEAT                          |
| 734736 | 2015 BZ282               | 8 gennaio 2010    | WISE                          |
| 734737 | 2015 BF284               | 19 gennaio 2015   | Pan-STARRS                    |
| 734738 | 2015 BN286               | 13 marzo 2011     | Spacewatch                    |
| 734739 | 2015 BO287               | 7 aprile 2010     | Spacewatch                    |
| 734740 | 2015 BR288               | 14 settembre 2007 | Mount Lemmon Survey           |
| 734741 | 2015 BB296               | 10 ottobre 2007   | Spacewatch                    |
| 734742 | 2015 BM297               | 6 dicembre 2010   | Mount Lemmon Survey           |
| 734743 | 2015 BY297               | 21 agosto 2000    | LONEOS                        |
| 734744 | 2015 BN301               | 19 gennaio 2015   | Pan-STARRS                    |
| 734745 | 2015 BK303               | 12 gennaio 2010   | CSS                           |
| 734746 | 2015 BS305               | 19 settembre 1998 | SDSS Collaboration            |
| 734747 | 2015 BF306               | 20 ottobre 2008   | Spacewatch                    |
| 734748 | 2015 BW307               | 20 gennaio 2015   | Mount Lemmon Survey           |
| 734749 | 2015 BW308               | 3 ottobre 2013    | Pan-STARRS                    |
| 734750 | 2015 BT311               | 8 novembre 2009   | Mount Lemmon Survey           |
| 734751 | 2015 BU311               | 1 ottobre 2009    | Mount Lemmon Survey           |
| 734752 | 2015 BF313               | 20 aprile 2006    | Spacewatch                    |
| 734753 | 2015 BW317               | 17 gennaio 2015   | Pan-STARRS                    |
| 734754 | 2015 BF319               | 17 gennaio 2015   | Pan-STARRS                    |
| 734755 | 2015 BK320               | 17 maggio 2012    | Mount Lemmon Survey           |
| 734756 | 2015 BL324               | 6 aprile 2008     | Mount Lemmon Survey           |
| 734757 | 2015 BH326               | 29 novembre 2013  | Pan-STARRS                    |
| 734758 | 2015 BV327               | 27 agosto 2001    | Spacewatch                    |
| 734759 | 2015 BP328               | 21 ottobre 2003   | Spacewatch                    |
| 734760 | 2015 BX329               | 24 marzo 2006     | Spacewatch                    |
| 734761 | 2015 BJ342               | 17 gennaio 2015   | Pan-STARRS                    |
| 734762 | 2015 BL343               | 12 settembre 2007 | Mount Lemmon Survey           |
| 734763 | 2015 BM344               | 17 gennaio 2015   | Pan-STARRS                    |
| 734764 | 2015 BQ344               | 25 ottobre 2013   | Mount Lemmon Survey           |
| 734765 | 2015 BN345               | 3 dicembre 2008   | Mount Lemmon Survey           |
| 734766 | 2015 BZ345               | 14 novembre 2007  | Spacewatch                    |
| 734767 | 2015 BB347               | 26 dicembre 2014  | Pan-STARRS                    |
| 734768 | 2015 BO347               | 26 dicembre 2014  | Pan-STARRS                    |
| 734769 | 2015 BE349               | 14 settembre 2013 | Pan-STARRS                    |
| 734770 | 2015 BF349               | 13 gennaio 2015   | Pan-STARRS                    |
| 734771 | 2015 BE350               | 20 agosto 2006    | NEAT                          |
| 734772 | 2015 BF350               | 17 febbraio 2010  | Spacewatch                    |
| 734773 | 2015 BL350               | 13 maggio 2005    | Spacewatch                    |
| 734774 | 2015 BS350               | 17 gennaio 2015   | Mount Lemmon Survey           |
| 734775 | 2015 BC351               | 18 gennaio 2015   | Pan-STARRS                    |
| 734776 | 2015 BQ351               | 16 febbraio 2010  | Mount Lemmon Survey           |
| 734777 | 2015 BX351               | 18 gennaio 2015   | Mount Lemmon Survey           |
| 734778 | 2015 BV354               | 6 settembre 2012  | Mount Lemmon Survey           |
| 734779 | 2015 BL356               | 14 agosto 2012    | L. Bernasconi                 |
| 734780 | 2015 BB358               | 15 febbraio 2010  | Mount Lemmon Survey           |
| 734781 | 2015 BT359               | 20 settembre 2007 | Spacewatch                    |
| 734782 | 2015 BN363               | 23 maggio 2001    | J. L. Elliot, L. H. Wasserman |
| 734783 | 2015 BK375               | 2 agosto 2009     | SSS                           |
| 734784 | 2015 BD378               | 21 dicembre 2014  | Pan-STARRS                    |
| 734785 | 2015 BP379               | 4 ottobre 2013    | Mount Lemmon Survey           |
| 734786 | 2015 BR381               | 3 ottobre 2013    | Pan-STARRS                    |
| 734787 | 2015 BQ386               | 14 settembre 2013 | Spacewatch                    |
| 734788 | 2015 BJ390               | 20 gennaio 2015   | Pan-STARRS                    |
| 734789 | 2015 BU391               | 20 gennaio 2015   | Pan-STARRS                    |
| 734790 | 2015 BO397               | 20 gennaio 2015   | Pan-STARRS                    |
| 734791 | 2015 BA398               | 20 gennaio 2015   | Pan-STARRS                    |
| 734792 | 2015 BB399               | 27 novembre 2013  | Pan-STARRS                    |
| 734793 | 2015 BC399               | 30 gennaio 2008   | Mount Lemmon Survey           |
| 734794 | 2015 BF404               | 20 gennaio 2015   | Pan-STARRS                    |
| 734795 | 2015 BZ406               | 21 dicembre 2003  | Spacewatch                    |
| 734796 | 2015 BS407               | 14 agosto 2012    | Pan-STARRS                    |
| 734797 | 2015 BX408               | 20 gennaio 2015   | Pan-STARRS                    |
| 734798 | 2015 BY410               | 20 gennaio 2015   | Pan-STARRS                    |
| 734799 | 2015 BB411               | 20 gennaio 2015   | Pan-STARRS                    |
| 734800 | 2015 BX414               | 18 novembre 2003  | Spacewatch                    |

## 734801–734900
| Nome   | Designazione provvisoria | Data di scoperta  | Scopritore                 |
| ------ | ------------------------ | ----------------- | -------------------------- |
| 734801 | 2015 BC417               | 16 aprile 2005    | Spacewatch                 |
| 734802 | 2015 BM422               | 1 ottobre 2008    | Mount Lemmon Survey        |
| 734803 | 2015 BN423               | 20 gennaio 2015   | Pan-STARRS                 |
| 734804 | 2015 BC425               | 16 marzo 2012     | Mount Lemmon Survey        |
| 734805 | 2015 BC429               | 5 gennaio 2006    | Mount Lemmon Survey        |
| 734806 | 2015 BV430               | 26 febbraio 2004  | M. W. Buie, D. E. Trilling |
| 734807 | 2015 BP433               | 1 novembre 2008   | Mount Lemmon Survey        |
| 734808 | 2015 BR436               | 20 gennaio 2015   | Pan-STARRS                 |
| 734809 | 2015 BN443               | 19 giugno 2012    | Spacewatch                 |
| 734810 | 2015 BE444               | 20 gennaio 2015   | Pan-STARRS                 |
| 734811 | 2015 BV446               | 16 gennaio 2009   | Mount Lemmon Survey        |
| 734812 | 2015 BX446               | 29 dicembre 2008  | Spacewatch                 |
| 734813 | 2015 BM448               | 20 gennaio 2015   | Pan-STARRS                 |
| 734814 | 2015 BJ449               | 11 ottobre 2010   | Mount Lemmon Survey        |
| 734815 | 2015 BV449               | 20 gennaio 2015   | Pan-STARRS                 |
| 734816 | 2015 BH452               | 30 ottobre 2010   | Mount Lemmon Survey        |
| 734817 | 2015 BS456               | 27 ottobre 2005   | Spacewatch                 |
| 734818 | 2015 BT458               | 17 aprile 2005    | Spacewatch                 |
| 734819 | 2015 BR461               | 21 aprile 2012    | Spacewatch                 |
| 734820 | 2015 BQ464               | 6 febbraio 2010   | WISE                       |
| 734821 | 2015 BB465               | 29 aprile 2008    | Mount Lemmon Survey        |
| 734822 | 2015 BG465               | 28 settembre 2006 | CSS                        |
| 734823 | 2015 BX465               | 20 gennaio 2015   | Pan-STARRS                 |
| 734824 | 2015 BB467               | 16 marzo 2004     | NEAT                       |
| 734825 | 2015 BC467               | 4 luglio 2005     | Mount Lemmon Survey        |
| 734826 | 2015 BL468               | 20 gennaio 2015   | Spacewatch                 |
| 734827 | 2015 BY470               | 20 gennaio 2015   | Pan-STARRS                 |
| 734828 | 2015 BQ475               | 9 gennaio 2006    | Spacewatch                 |
| 734829 | 2015 BT476               | 20 gennaio 2015   | Pan-STARRS                 |
| 734830 | 2015 BW476               | 12 febbraio 2011  | Mount Lemmon Survey        |
| 734831 | 2015 BE478               | 2 dicembre 2008   | Spacewatch                 |
| 734832 | 2015 BO481               | 25 giugno 2011    | Spacewatch                 |
| 734833 | 2015 BG483               | 8 agosto 2013     | Pan-STARRS                 |
| 734834 | 2015 BF484               | 21 marzo 2012     | CSS                        |
| 734835 | 2015 BQ487               | 10 novembre 2013  | Mount Lemmon Survey        |
| 734836 | 2015 BN496               | 21 maggio 2012    | Pan-STARRS                 |
| 734837 | 2015 BY505               | 26 settembre 2006 | Mount Lemmon Survey        |
| 734838 | 2015 BH511               | 22 ottobre 2008   | Spacewatch                 |
| 734839 | 2015 BT511               | 4 febbraio 2006   | Mount Lemmon Survey        |
| 734840 | 2015 BN513               | 11 febbraio 2004  | Kitt Peak Obs.             |
| 734841 | 2015 BO513               | 3 febbraio 1997   | NEAT                       |
| 734842 | 2015 BR517               | 12 settembre 2007 | Mount Lemmon Survey        |
| 734843 | 2015 BW517               | 15 gennaio 2015   | Pan-STARRS                 |
| 734844 | 2015 BH525               | 17 agosto 2012    | ESA OGS                    |
| 734845 | 2015 BO525               | 28 marzo 2012     | Spacewatch                 |
| 734846 | 2015 BP529               | 18 gennaio 2015   | Spacewatch                 |
| 734847 | 2015 BV532               | 20 gennaio 2010   | WISE                       |
| 734848 | 2015 BZ533               | 25 maggio 2006    | Osservatorio di Mauna Kea  |
| 734849 | 2015 BY536               | 1 settembre 2013  | Pan-STARRS                 |
| 734850 | 2015 BK539               | 3 dicembre 2008   | Spacewatch                 |
| 734851 | 2015 BX541               | 18 gennaio 2015   | Spacewatch                 |
| 734852 | 2015 BR542               | 27 gennaio 2015   | Pan-STARRS                 |
| 734853 | 2015 BW546               | 20 agosto 2000    | Spacewatch                 |
| 734854 | 2015 BV547               | 14 settembre 2013 | Pan-STARRS                 |
| 734855 | 2015 BN548               | 17 ottobre 2010   | Mount Lemmon Survey        |
| 734856 | 2015 BH552               | 17 gennaio 2015   | Mount Lemmon Survey        |
| 734857 | 2015 BT553               | 12 ottobre 2013   | Mount Lemmon Survey        |
| 734858 | 2015 BV553               | 28 settembre 2013 | K. Sárneczky               |
| 734859 | 2015 BH554               | 16 agosto 2013    | Pan-STARRS                 |
| 734860 | 2015 BL555               | 17 gennaio 2015   | Mount Lemmon Survey        |
| 734861 | 2015 BN556               | 5 marzo 2008      | Mount Lemmon Survey        |
| 734862 | 2015 BX558               | 4 dicembre 2007   | CSS                        |
| 734863 | 2015 BF559               | 16 settembre 2009 | CSS                        |
| 734864 | 2015 BH559               | 11 marzo 2005     | Mount Lemmon Survey        |
| 734865 | 2015 BD560               | 28 aprile 2008    | Spacewatch                 |
| 734866 | 2015 BG560               | 18 gennaio 2004   | NEAT                       |
| 734867 | 2015 BZ560               | 16 luglio 2013    | Pan-STARRS                 |
| 734868 | 2015 BJ561               | 12 febbraio 2008  | Mount Lemmon Survey        |
| 734869 | 2015 BX561               | 20 gennaio 2015   | Pan-STARRS                 |
| 734870 | 2015 BN563               | 10 dicembre 2009  | Mount Lemmon Survey        |
| 734871 | 2015 BR564               | 16 giugno 2012    | Pan-STARRS                 |
| 734872 | 2015 BR565               | 15 maggio 2010    | WISE                       |
| 734873 | 2015 BE566               | 19 marzo 2004     | Spacewatch                 |
| 734874 | 2015 BL566               | 2 aprile 2006     | Mount Lemmon Survey        |
| 734875 | 2015 BT566               | 22 novembre 2008  | Spacewatch                 |
| 734876 | 2015 BS570               | 13 marzo 2016     | Pan-STARRS                 |
| 734877 | 2015 BJ572               | 17 maggio 2005    | Mount Lemmon Survey        |
| 734878 | 2015 BW574               | 18 gennaio 2015   | ESA OGS                    |
| 734879 | 2015 BL577               | 14 aprile 2010    | WISE                       |
| 734880 | 2015 BQ593               | 22 gennaio 2015   | Pan-STARRS                 |
| 734881 | 2015 BV593               | 18 gennaio 2015   | Pan-STARRS                 |
| 734882 | 2015 BP594               | 18 gennaio 2015   | Mount Lemmon Survey        |
| 734883 | 2015 BU594               | 22 gennaio 2015   | Pan-STARRS                 |
| 734884 | 2015 BW594               | 19 gennaio 2015   | Mount Lemmon Survey        |
| 734885 | 2015 BX594               | 18 gennaio 2015   | Pan-STARRS                 |
| 734886 | 2015 BG601               | 16 gennaio 2015   | Pan-STARRS                 |
| 734887 | 2015 BF606               | 17 gennaio 2015   | R. P. Boyle                |
| 734888 | 2015 BD607               | 20 gennaio 2015   | Pan-STARRS                 |
| 734889 | 2015 BZ607               | 18 gennaio 2015   | Mount Lemmon Survey        |
| 734890 | 2015 BW613               | 16 gennaio 2015   | Pan-STARRS                 |
| 734891 | 2015 BK614               | 22 gennaio 2015   | Pan-STARRS                 |
| 734892 | 2015 CT1                 | 31 gennaio 2004   | Spacewatch                 |
| 734893 | 2015 CC3                 | 1 febbraio 2009   | Mount Lemmon Survey        |
| 734894 | 2015 CE3                 | 20 gennaio 2015   | Pan-STARRS                 |
| 734895 | 2015 CV3                 | 16 novembre 2009  | Mount Lemmon Survey        |
| 734896 | 2015 CC6                 | 18 marzo 2001     | Spacewatch                 |
| 734897 | 2015 CJ6                 | 29 febbraio 2004  | Spacewatch                 |
| 734898 | 2015 CO7                 | 20 gennaio 2015   | Pan-STARRS                 |
| 734899 | 2015 CQ8                 | 20 gennaio 2015   | Spacewatch                 |
| 734900 | 2015 CF13                | 17 agosto 2003    | NEAT                       |

## 734901–735000
| Nome   | Designazione provvisoria | Data di scoperta  | Scopritore                   |
| ------ | ------------------------ | ----------------- | ---------------------------- |
| 734901 | 2015 CG15                | 23 giugno 2005    | NEAT                         |
| 734902 | 2015 CG16                | 27 marzo 2008     | Mount Lemmon Survey          |
| 734903 | 2015 CV16                | 16 gennaio 2015   | Pan-STARRS                   |
| 734904 | 2015 CK17                | 14 febbraio 2004  | Spacewatch                   |
| 734905 | 2015 CF18                | 1 gennaio 2009    | Mount Lemmon Survey          |
| 734906 | 2015 CW19                | 9 febbraio 2015   | Mount Lemmon Survey          |
| 734907 | 2015 CY19                | 9 febbraio 2015   | Mount Lemmon Survey          |
| 734908 | 2015 CL24                | 12 gennaio 2011   | Mount Lemmon Survey          |
| 734909 | 2015 CN24                | 18 febbraio 2010  | Mount Lemmon Survey          |
| 734910 | 2015 CA25                | 1 ottobre 2013    | Mount Lemmon Survey          |
| 734911 | 2015 CV25                | 10 marzo 2005     | Mount Lemmon Survey          |
| 734912 | 2015 CX25                | 14 marzo 2004     | Spacewatch                   |
| 734913 | 2015 CZ26                | 4 agosto 2000     | AMOS                         |
| 734914 | 2015 CD28                | 24 febbraio 2010  | WISE                         |
| 734915 | 2015 CX29                | 14 gennaio 2011   | Mount Lemmon Survey          |
| 734916 | 2015 CJ30                | 22 ottobre 2003   | SDSS Collaboration           |
| 734917 | 2015 CN30                | 21 settembre 2003 | Spacewatch                   |
| 734918 | 2015 CX30                | 7 gennaio 2009    | Spacewatch                   |
| 734919 | 2015 CE33                | 19 gennaio 2015   | Mount Lemmon Survey          |
| 734920 | 2015 CN34                | 12 gennaio 2010   | Mount Lemmon Survey          |
| 734921 | 2015 CB39                | 10 febbraio 2010  | WISE                         |
| 734922 | 2015 CH39                | 17 aprile 2010    | WISE                         |
| 734923 | 2015 CJ39                | 25 agosto 2003    | Cerro Tololo Obs.            |
| 734924 | 2015 CY39                | 24 aprile 2004    | AMOS                         |
| 734925 | 2015 CX40                | 30 gennaio 2011   | Mount Lemmon Survey          |
| 734926 | 2015 CY40                | 6 novembre 2008   | Mount Lemmon Survey          |
| 734927 | 2015 CA41                | 18 ottobre 2003   | NEAT                         |
| 734928 | 2015 CP41                | 11 marzo 2005     | Spacewatch                   |
| 734929 | 2015 CF42                | 28 febbraio 2006  | Mount Lemmon Survey          |
| 734930 | 2015 CM45                | 27 gennaio 2015   | Pan-STARRS                   |
| 734931 | 2015 CW45                | 15 febbraio 2015  | Pan-STARRS                   |
| 734932 | 2015 CF46                | 2 aprile 2005     | Mount Lemmon Survey          |
| 734933 | 2015 CD48                | 29 gennaio 2015   | Pan-STARRS                   |
| 734934 | 2015 CG51                | 20 marzo 2001     | Spacewatch                   |
| 734935 | 2015 CU56                | 23 agosto 2007    | Spacewatch                   |
| 734936 | 2015 CV56                | 17 ottobre 2012   | Mount Lemmon Survey          |
| 734937 | 2015 CJ57                | 21 gennaio 2015   | Pan-STARRS                   |
| 734938 | 2015 CP57                | 26 gennaio 2010   | WISE                         |
| 734939 | 2015 CU60                | 4 dicembre 2008   | Mount Lemmon Survey          |
| 734940 | 2015 CB62                | 24 febbraio 2010  | WISE                         |
| 734941 | 2015 CW67                | 12 settembre 2007 | Mount Lemmon Survey          |
| 734942 | 2015 CA68                | 18 gennaio 2015   | Pan-STARRS                   |
| 734943 | 2015 CJ68                | 22 gennaio 2015   | Pan-STARRS                   |
| 734944 | 2015 CT70                | 22 gennaio 2015   | Pan-STARRS                   |
| 734945 | 2015 CO73                | 10 febbraio 2015  | Mount Lemmon Survey          |
| 734946 | 2015 CB77                | 11 febbraio 2015  | Mount Lemmon Survey          |
| 734947 | 2015 CV78                | 12 febbraio 2015  | Pan-STARRS                   |
| 734948 | 2015 CQ81                | 12 febbraio 2015  | Pan-STARRS                   |
| 734949 | 2015 DG2                 | 9 ottobre 2008    | Mount Lemmon Survey          |
| 734950 | 2015 DU2                 | 6 luglio 2013     | Pan-STARRS                   |
| 734951 | 2015 DM4                 | 16 gennaio 2015   | Pan-STARRS                   |
| 734952 | 2015 DL5                 | 28 marzo 2008     | Mount Lemmon Survey          |
| 734953 | 2015 DM8                 | 1 giugno 2010     | WISE                         |
| 734954 | 2015 DY8                 | 8 febbraio 2015   | Mount Lemmon Survey          |
| 734955 | 2015 DD9                 | 17 gennaio 2015   | Pan-STARRS                   |
| 734956 | 2015 DT10                | 20 gennaio 2015   | Pan-STARRS                   |
| 734957 | 2015 DS13                | 23 maggio 2011    | Mount Lemmon Survey          |
| 734958 | 2015 DF18                | 18 dicembre 2009  | Mount Lemmon Survey          |
| 734959 | 2015 DX18                | 14 gennaio 2010   | WISE                         |
| 734960 | 2015 DP25                | 19 giugno 2006    | Mount Lemmon Survey          |
| 734961 | 2015 DV26                | 16 novembre 2010  | Mount Lemmon Survey          |
| 734962 | 2015 DE28                | 27 gennaio 2015   | Pan-STARRS                   |
| 734963 | 2015 DX29                | 12 aprile 2010    | Mount Lemmon Survey          |
| 734964 | 2015 DD30                | 28 agosto 2005    | Spacewatch                   |
| 734965 | 2015 DE30                | 13 gennaio 2004   | LONEOS                       |
| 734966 | 2015 DT31                | 2 dicembre 2010   | Mount Lemmon Survey          |
| 734967 | 2015 DA32                | 13 dicembre 2007  | LUSS                         |
| 734968 | 2015 DD32                | 13 settembre 2007 | Mount Lemmon Survey          |
| 734969 | 2015 DH33                | 7 febbraio 2008   | Spacewatch                   |
| 734970 | 2015 DT47                | 3 ottobre 2013    | Pan-STARRS                   |
| 734971 | 2015 DP52                | 26 ottobre 2012   | Mount Lemmon Survey          |
| 734972 | 2015 DT54                | 12 maggio 2011    | Mount Lemmon Survey          |
| 734973 | 2015 DE56                | 20 gennaio 2015   | Pan-STARRS                   |
| 734974 | 2015 DJ56                | 2 ottobre 2009    | Mount Lemmon Survey          |
| 734975 | 2015 DO59                | 20 gennaio 2015   | Pan-STARRS                   |
| 734976 | 2015 DR64                | 22 gennaio 2015   | Pan-STARRS                   |
| 734977 | 2015 DJ71                | 16 febbraio 2015  | Pan-STARRS                   |
| 734978 | 2015 DM73                | 22 gennaio 2015   | Pan-STARRS                   |
| 734979 | 2015 DV75                | 1 gennaio 2009    | Spacewatch                   |
| 734980 | 2015 DS83                | 27 marzo 2008     | Mount Lemmon Survey          |
| 734981 | 2015 DX83                | 13 settembre 2007 | Mount Lemmon Survey          |
| 734982 | 2015 DP84                | 25 febbraio 2006  | Spacewatch                   |
| 734983 | 2015 DJ91                | 13 novembre 2010  | Spacewatch                   |
| 734984 | 2015 DC92                | 22 gennaio 2015   | Pan-STARRS                   |
| 734985 | 2015 DG95                | 17 febbraio 2010  | Mount Lemmon Survey          |
| 734986 | 2015 DB96                | 21 gennaio 2015   | Pan-STARRS                   |
| 734987 | 2015 DF96                | 26 luglio 2006    | NEAT                         |
| 734988 | 2015 DP96                | 13 settembre 1998 | Spacewatch                   |
| 734989 | 2015 DR96                | 19 settembre 2001 | LINEAR                       |
| 734990 | 2015 DP98                | 15 marzo 2010     | Mount Lemmon Survey          |
| 734991 | 2015 DY98                | 3 giugno 2000     | Spacewatch                   |
| 734992 | 2015 DZ99                | 15 aprile 2010    | Mount Lemmon Survey          |
| 734993 | 2015 DQ101               | 10 agosto 2007    | Spacewatch                   |
| 734994 | 2015 DY102               | 25 ottobre 2013   | Spacewatch                   |
| 734995 | 2015 DD103               | 28 ottobre 2005   | Mount Lemmon Survey          |
| 734996 | 2015 DJ103               | 17 febbraio 2015  | Pan-STARRS                   |
| 734997 | 2015 DY103               | 24 settembre 2013 | Mount Lemmon Survey          |
| 734998 | 2015 DF105               | 23 maggio 2011    | M. Schwartz, P. R. Holvorcem |
| 734999 | 2015 DW105               | 20 ottobre 2007   | Spacewatch                   |
| 735000 | 2015 DD106               | 18 novembre 2003  | Spacewatch                   |